# مسافر بلا طريق (فلم)
مسافر بلا طريق: هو فيلم مصري تم إنتاجه عام 1978،بطولة: صلاح ذو الفقار، محمود ياسين، عفاف شعيب، وماجدة الخطيب، إخراج علي عبد الخالق.

## قصة الفيلم
يقرر الفنان التشكيلي أسامة، أن يسافر إلى الأقصر للبحث عن أسرار الرسوم واللوحات التي خلفها المصريين القدماء، بناءً على نصيحة من صديقه أشرف، ويتعرض لعصابة تدعى أنطوان متخصصة في سرقة الآثار، ويفقد أسامة ذاكرته ويلتقي بإحدى القبائل البدوية. يعيش معهم، تعتني به أسرار إحدى فتيات القبيلة وتشعر بالحب نحوه، بينما يبحث صديقه أشرف عنه.

## الممثلون
- صلاح ذو الفقار
- محمود ياسين
- عفاف شعيب
- ماجدة الخطيب
- محمود المليجي
- جميل راتب
- سعيد عبد الغني
- محسن سرحان
- زوزو ماضي
- إحسان القلعاوي
- فريدة سيف النصر
- فاروق يوسف
- ملك الجمل
- فاروق نجيب
- زكريا موافي
- أحمد أباظة